# Funhouse (Pink-album)
 For alternative betydninger, se Funhouse. (Se også artikler, som begynder med Funhouse)
Funhouse er det femte studiealbum fra den amerikanske sangerinde Pink, udgivet af LaFace Records i hele verden i oktober 2008. 

## Spor
| Funhouse | Funhouse                | Funhouse                                | Funhouse                              | Funhouse | Funhouse | Funhouse | Funhouse | Funhouse | Funhouse |
| #        | Titel                   | Sangskriver(e)                          | Producer                              | Længde   |          |          |          |          |          |
| -------- | ----------------------- | --------------------------------------- | ------------------------------------- | -------- | -------- | -------- | -------- | -------- | -------- |
| 1.       | "So What"               | A.Moore, M.Martin, Shellback            | Max Martin                            | 3:35     |          |          |          |          |          |
| 2.       | "Sober"                 | A.Moore, N.Hills, K.DioGuardi, M.Ariaca | Danja, Tony Kanal, Jimmy Harry        | 4:11     |          |          |          |          |          |
| 3.       | "I Don't Believe You"   | A.Moore, Max Martin                     | Max Martin                            | 4:36     |          |          |          |          |          |
| 4.       | "One Foot Wrong"        | A.Moore, Francis White                  | Eg White                              | 3:24     |          |          |          |          |          |
| 5.       | "Please Don't Leave Me" | A.Moore, M.Martin                       | Max Martin                            | 3:52     |          |          |          |          |          |
| 6.       | "Bad Influence"         | A.Moore, B.Mann, B.Walker, MachoPsycho  | Billy Mann, Butch Walker, MachoPsycho | 3:37     |          |          |          |          |          |
| 7.       | "Funhouse"              | A.Moore, T.Kanal, J.Harry               | Tony Kanal, Jimmy Harry               | 3:25     |          |          |          |          |          |
| 8.       | "Crystal Ball"          | A.Moore, B.Mann                         | Billy Mann                            | 3:26     |          |          |          |          |          |
| 9.       | "Mean"                  | A.Moore, B.Walker                       | Butch Walker                          | 4:15     |          |          |          |          |          |
| 10.      | "It's All Your Fault"   | A.Moore, M.Martin, Shellback            | Max Martin                            | 3:53     |          |          |          |          |          |
| 11.      | "Ave Mary A"            | A.Moore, B.Mann, P.Wallace              | Billy Mann, Al Clay                   | 3:17     |          |          |          |          |          |
| 12.      | "Glitter In The Air"    | A.Moore, B.Mann                         | Billy Mann                            | 3:45     |          |          |          |          |          |
| 47:02    |                         |                                         |                                       |          |          |          |          |          |          |

| 13. | "This is How It Goes Down" (featuring Travie McCoy) | A.Moore, B.Walker | Butch Walker | 3:19 |

| 13. | "Boring" | A.Moore, M.Martin, Shellback | Max Martin | 3:15 |

| 13. | "This Is How It Goes Down" (featuring Travie McCoy) | A.Moore, B.Walker            | Butch Walker | 3:19 |
| 14. | "Boring"                                            | A.Moore, M.Martin, Shellback | Max Martin   | 3:15 |

| 13. | "Why Did I Ever Like You" | A.Moore, G.Wells | Greg Wells | 3:25 |
| 14. | "Could've Had Everything" | Pink, Eg White   | Eg White   | 3:09 |

## Hitlister
| Hitliste (2008–2009)       | Udgiver              | Top placering | Certifikation | Salg      |
| -------------------------- | -------------------- | ------------- | ------------- | --------- |
| Argentina                  | CAPIF                | 29            |               |           |
| Australien                 | ARIA                 | 1             | 11x Platin    | 770,000   |
| Østrig                     | Media Control Europe | 5             | 3x Platin     | 60,000    |
| Belgien-Flandern           | IFPI/Ultratop        | 10            | Platin        | 50,000    |
| Belgien Wallonien          | IFPI/Ultratop        | 10            | Platin        | 50,000    |
| Canada                     | CRIA                 | 2             | 3x Platin     | 240,000   |
| Tjekkiet                   | IFPI                 | 5             |               |           |
| Danmark                    | IFPI                 | 21            | Platin        | 30,000    |
| Holland                    | GFK                  | 40            | Platin        | 70,000    |
| Europa                     | IFPI                 | 1             | 3x Platin     | 3,000,000 |
| Finland                    | IFPI                 | 5             | Platin        | 20,000    |
| Frankrig                   | SNEP/IFOP            | 5             | Platin        | 250,000   |
| Tyskland                   | IFPI/Media Control   | 2             | 5x Platin     | 1,000,000 |
| Grækenland (I alt)         | IFPI                 | 1             | Platinum      | 6,000     |
| Grækenland (International) | IFPI                 | 8             | Platinum      | 6,000     |
| Ungarn                     | MAHASZ               | 3             | Guld          | 3,000     |
| Indonesien                 | IMRIA                | 15            |               |           |
| Irland                     | IRMA                 | 1             | 3x Platin     | 30.000    |
| Italien                    | FIMI                 | 20            | Guld          | 30,000    |
| Japan (I alt)              | Oricon               | 13            | Guld          | 117,000   |
| Japan (International)      | Oricon               | 11            | Guld          | 117,000   |
| Mexico                     | AMPROFON             | 55            |               |           |
| New Zealand                | RIANZ                | 1             | 3x Platin     | 50,000    |
| Norge                      | IFPI/VG-Lista        | 2             |               |           |
| Polen                      | ZPAV                 | 8             | Platin        | 30,000    |
| Rusland                    | NFPP                 | 7             | Platin        | 30,000    |
| Sydafrika                  | Radio Sonder Grense  | 40            |               |           |
| Spanien                    | PROMUSICAE           | 43            |               |           |
| Sverige                    | GLF                  | 11            | Platin        | 40,000    |
| Schweiz                    | Media Control Europe | 4             | Platin        | 30,000    |
| Storbritannien             | BPI/OOC              | 1             | 3x Platin     | 900,000   |
| U.S. Billboard 200         | Billboard/RIAA       | 2             | Platin        | 1,800,000 |